# フランソワ・シャトリオ
フランソワ・シャトリオ（ François Chatriot､ 1952年1月1日 - ）は、元フランスのラリードライバー。コンピエーニュ出身。
フランソワ・シャトリオは1973年にラリードライバーとしてキャリアをスタートさせ、1981年にラリー・モンテカルロドライバーとして初めて世界ラリー選手権に参加した。 1982年に彼はTerrede Provence Rallyでの成功により、フランスのラリーチャンピオンシップで最初のレースでの勝利を達成した。当時、シャトリオはすでにルノーワークスドライバーであり、ルノー・5ターボを運転していた。 1986年に彼はコルシカラリーで2位になり、世界ラリー選手権でこれまでで最高の結果を達成し 、同じ年に自動車で最後のトゥールドフランスを獲得した。フランスのラリーチャンピオンの戦いで、彼はディディエ・オーリオールにわずかに敗れた。
ルノーは1987年シーズン終了後撤退した為、プロドライブに移籍し、BMW M3で参戦した。この車両では、1989年と1990年にフランスのラリーチャンピオンになり、コルシカラリーで2位と3位で再び表彰台に上がった。翌年、彼は1992年から日産ファクトリードライバーとして日産・サニーGTi-R (日本名:パルサー)を運転する前に、プロドライブのスバル・レガシィで世界ラリー選手権のいくつかのレースを完了した。しかし、車両は競争力がなかったため、日産はシーズン後に世界ラリー選手権から撤退し、シャトリオは再びシートを失った。
1993年、シャトリオはトヨタ・セリカターボ4WDのコルシカラリーでゲストスターターとして再び3位になり、世界ラリー選手権で4回目の表彰台を獲た。翌年、彼はフランスのラリーチャンピオンシップで4回のラリーで勝利し、3回目のチャンピオンシップコースでシーズンを終えた。 1995年に彼はアンドロストロフィーを獲得し、 1996年には、モンテカルロラリーに加えて、コルシカラリーを含むプジョー306マキシでのフランスラリーチャンピオンシップの3ラウンドに参加。これらは両方とも、今年のワールドカップのランキングには含まれなかった。その後、シャトリオットはラリードライバーとしてのキャリアを終えた。
シャトリオはラリードライバーであるがサーキットレースにも参戦し、フランス・スーパーツーリング選手権にBMW・318iで参戦した他、スパ・フランコルシャン24時間レースにも参戦した。

## 個々の証拠
1. ↑  Tour de Corse 1986